# Hospital Samaritano de São Paulo
O Hospital Samaritano de São Paulo é um hospital brasileiro, inaugurado em 25 de janeiro de 1894,  data de aniversário de São Paulo, cidade onde se encontra. Dispõe de mais 1,2 mil médicos e uma equipe com mais de 1,6 mil profissionais.

## História
O Hospital Samaritano de São Paulo está localizado na rua Conselheiro Brotero, no bairro de Higienópolis, região central da capital paulista. Foi criado em 25 de janeiro de 1894 - data de aniversário de São Paulo – com o intuito de receber pessoas de todas as crenças, raças e nacionalidades, sem distinções.
Esse ideal surgiu após o imigrante chinês José Pereira Achao, protestante, desembarcar com febre tifóide em São Paulo no final do século XIX e ter seu atendimento recusado. Segundo regras e costumes da época, todo paciente não católico era doutrinado e precisava converter-se ao catolicismo para ser atendido. Ao morrer, José Pereira Achao doou todos os seus bens à Igreja Presbiteriana, para a construção de um hospital que não distinguisse crenças, raças e nacionalidades.
A iniciativa partiu de um grupo de imigrantes britânicos, norte-americanos e alemães, que fundou a Sociedade Hospital Evangélico, que mais tarde se transformou no Hospital Samaritano.